# Ритенбергс, Харальд
Ха́ральд Ри́тенберг (латыш. Haralds Ritenbergs; родился 11 мая 1932) — советский и латвийский артист балета, народный артист Латвийской ССР (1965).

## Биография
Окончил Рижское хореографическое училище (педагоги А. Озолиньш, В. Блинов, 1952). Был солистом Государственного академического театра оперы и балета Латвийской ССР (1950—1977). С 1978 года преподаватель, директор и художественный руководитель Рижского хореографического училища.

## Признание и награды
- народный артист Латвийской ССР (1965)
- заслуженный артист Латвийской ССР (1958)
- орден Трёх Звезд 4-й степени (1999)
- орден «Знак Почёта» (03.01.1956)
- Государственная премия Латвийской ССР (1960)
- премия «Алдара» (2003)
- Член Союза театральных деятелей Латвии (с 1953)
- почётный профессор Латвийской музыкальной академии (1992)
- пожизненный стипендиат Государственного культурного фонда (1999)[1]
- Почётная грамота Кабинета Министров Латвии (11.11.2009)[2]
- Почётная грамота Кабинета Министров Латвии (24.10.2012)[3]

## Творчество

### Роли в театре
- 1953 — «Ромео и Джульетта» Сергея Прокофьева — Ромео
- 1956 — «Жизель» Адольфа Адана — Альберт
- 1958 — «Лебединое озеро» Петра Чайковского — Зигфрид
- 1959 — «Ригонда» Ромуальда Гринблата — Ако (Государственная премия Латвийской ССР)
- 1960 — «Спартак» Арама Хачатуряна — Спартак
- 1964 — «Шакунтала» Сергея Баласаняна — Душиант
- 1966 — «Пер Гюнт» на музыку Эдварда Грига — Пер Гюнт
- 1972 — «Антоний и Клеопатра» Эдуарда Лазарева — Цезарь

## Фильмография
- 1958 — Наурис
- 1959 — Меч и роза
- 1970 — Слуги дьявола — Андрис
- 1972 — Слуги дьявола на чёртовой мельнице — Андрис